# Франциск (фильм)
«Франциск» (итал. Francesco) — биографическая драма о жизни святого Франциска Ассизского. Фильм основан на произведении Германа Гессе Franz von Assisi (1904), впервые экранизированном Лилианой Кавани в 1966 году. В 1989 режиссёр снова возвращается к теме жизни святого. Новый фильм завоевал премию «Давид ди Донателло» и ряд других наград.

## Сюжет
Фильм рассказывает о жизни святого Франциска Ассизского, который родился в богатой купеческой семье, но, увидев распутство и жестокость мира, отринул прежнее существование, и, на глазах отца сняв дорогие одеяния, ушёл скитаться вместе с нищими и больными. Сюжет состоит из отдельных эпизодов, а не целостного повествования, вплоть до появления на теле Франциска стигматов.

## В ролях
| Актёр               | Роль               |
| ------------------- | ------------------ |
| Микки Рурк          | Франциск Ассизский |
| Хелена Бонэм Картер | Клара Ассизская    |
| Андреа Ферреоль     | мать Франциска     |
| Паоло Боначелли     | отец Франциска     |
| Марио Адорф         | кардинал Уголино   |

## Награды
В 1989 году Данило Донати выиграл национальную премию Италии Давид ди Донателло за лучшую работу художника-постановщика, в том же году получил две премии Italian National Syndicate of Film Journalists за лучшую работу художника-постановщика и лучшую мужскую роль второго плана. Фильм также был номинирован на «Золотую пальмовую ветвь» Каннского кинофестиваля.